# James Forrest
James Forrest (Prestwick, 7 de julio de 1991) es un futbolista profesional escocés que juega como centrocampista en el Celtic F. C. de la Scottish Premiership. Es internacional por la selección de fútbol de Escocia.
Su hermano Alan Forrest también es futbolista.

## Trayectoria
Se unió a la cantera del Celtic en 2003 y avanzó en sus distintos escalafones antes de debutar con el primer equipo en la temporada 2009-10. Desde entonces, Forrest ha progresado hasta convertirse en un jugador clave del Celtic y es ampliamente considerado como uno de los más brillantes talentos jóvenes del fútbol escocés. En noviembre de 2011, el director de rendimiento de la Asociación Escocesa de Fútbol, Mark Wotte, lo describió como "la luz en la oscuridad" del fútbol escocés.

## Selección nacional
A nivel internacional ha jugado en todas las categorías juveniles de la selección de Escocia antes debutar con la selección absoluta el 29 de mayo de 2011 en un partido contra la República de Irlanda.

### Participaciones en Eurocopas
| Copa          | Sede     | Resultado    | Partidos | Goles |
| ------------- | -------- | ------------ | -------- | ----- |
| Eurocopa 2020 | Europa   | Primera fase | 1        | 0     |
| Eurocopa 2024 | Alemania | Primera fase | 0        | 0     |

## Estadísticas

### Clubes
Actualizado al último partido jugado el 24 de mayo de 2025.
| Club | Div.          | Temporada     | Liga  | Liga  | Copas nacionales(1) | Copas nacionales(1) | Copas internacionales(2) | Copas internacionales(2) | Total | Total |
| Club | Div.          | Temporada     | Part. | Goles | Part.               | Goles               | Part.                    | Goles                    | Part. | Goles |
| --- | ------------- | ------------- | ----- | ----- | ------------------- | ------------------- | ------------------------ | ------------------------ | ----- | ----- |
| Celtic F. C. Escocia | 1.ª           | 2009-10       | 2     | 1     | 0                   | 0                   | 0                        | 0                        | 2     | 1     |
| Celtic F. C. Escocia | 1.ª           | 2010-11       | 19    | 3     | 3                   | 0                   | 3                        | 0                        | 25    | 3     |
| Celtic F. C. Escocia | 1.ª           | 2011-12       | 29    | 7     | 6                   | 2                   | 8                        | 0                        | 43    | 9     |
| Celtic F. C. Escocia | 1.ª           | 2012-13       | 15    | 3     | 5                   | 1                   | 9                        | 0                        | 29    | 4     |
| Celtic F. C. Escocia | 1.ª           | 2013-14       | 16    | 4     | 1                   | 0                   | 10                       | 3                        | 27    | 7     |
| Celtic F. C. Escocia | 1.ª           | 2014-15       | 19    | 3     | 7                   | 1                   | 3                        | 0                        | 29    | 4     |
| Celtic F. C. Escocia | 1.ª           | 2015-16       | 19    | 2     | 4                   | 0                   | 10                       | 0                        | 33    | 2     |
| Celtic F. C. Escocia | 1.ª           | 2016-17       | 28    | 6     | 7                   | 2                   | 11                       | 0                        | 46    | 8     |
| Celtic F. C. Escocia | 1.ª           | 2017-18       | 35    | 8     | 9                   | 7                   | 14                       | 2                        | 58    | 17    |
| Celtic F. C. Escocia | 1.ª           | 2018-19       | 33    | 11    | 9                   | 4                   | 14                       | 2                        | 56    | 17    |
| Celtic F. C. Escocia | 1.ª           | 2019-20       | 28    | 10    | 5                   | 1                   | 14                       | 5                        | 47    | 16    |
| Celtic F. C. Escocia | 1.ª           | 2020-21       | 13    | 3     | 1                   | 1                   | 3                        | 0                        | 17    | 4     |
| Celtic F. C. Escocia | 1.ª           | 2021-22       | 19    | 1     | 5                   | 1                   | 8                        | 2                        | 32    | 4     |
| Celtic F. C. Escocia | 1.ª           | 2022-23       | 16    | 4     | 4                   | 1                   | 3                        | 0                        | 23    | 5     |
| Celtic F. C. Escocia | 1.ª           | 2023-24       | 22    | 6     | 3                   | 1                   | 3                        | 0                        | 28    | 7     |
| Celtic F. C. Escocia | 1.ª           | 2024-25       | 23    | 1     | 6                   | 0                   | 4                        | 0                        | 33    | 1     |
| Celtic F. C. Escocia | Total club    | Total club    | 336   | 73    | 75                  | 22                  | 117                      | 14                       | 528   | 109   |
| Total carrera | Total carrera | Total carrera | 336   | 73    | 75                  | 22                  | 117                      | 14                       | 528   | 109   |
| (1) Incluye datos de Copa de la Liga de Escocia y Copa de Escocia. (2) Incluye datos de Liga de Campeones de la UEFA, Liga Europa de la UEFA y Liga Europa Conferencia de la UEFA. |               |               |       |       |                     |                     |                          |                          |       |       |

## Palmarés

### Campeonatos nacionales
| Título                     | Club         | País    | Año     |
| -------------------------- | ------------ | ------- | ------- |
| Copa de Escocia            | Celtic F. C. | Escocia | 2010-11 |
| Premier League de Escocia  | Celtic F. C. | Escocia | 2011-12 |
| Premier League de Escocia  | Celtic F. C. | Escocia | 2012-13 |
| Copa de Escocia            | Celtic F. C. | Escocia | 2012-13 |
| Scottish Premiership       | Celtic F. C. | Escocia | 2013-14 |
| Scottish Premiership       | Celtic F. C. | Escocia | 2014-15 |
| Copa de la Liga de Escocia | Celtic F. C. | Escocia | 2014-15 |
| Scottish Premiership       | Celtic F. C. | Escocia | 2015-16 |
| Scottish Premiership       | Celtic F. C. | Escocia | 2016-17 |
| Copa de Escocia            | Celtic F. C. | Escocia | 2016-17 |
| Copa de la Liga de Escocia | Celtic F. C. | Escocia | 2016-17 |
| Copa de la Liga de Escocia | Celtic F. C. | Escocia | 2017-18 |
| Scottish Premiership       | Celtic F. C. | Escocia | 2017-18 |
| Copa de Escocia            | Celtic F. C. | Escocia | 2017-18 |
| Copa de la Liga de Escocia | Celtic F. C. | Escocia | 2018-19 |
| Scottish Premiership       | Celtic F. C. | Escocia | 2018-19 |
| Copa de Escocia            | Celtic F. C. | Escocia | 2018-19 |
| Copa de la Liga de Escocia | Celtic F. C. | Escocia | 2019-20 |
| Scottish Premiership       | Celtic F. C. | Escocia | 2019-20 |
| Copa de Escocia            | Celtic F. C. | Escocia | 2019-20 |
| Copa de la Liga de Escocia | Celtic F. C. | Escocia | 2021-22 |
| Scottish Premiership       | Celtic F. C. | Escocia | 2021-22 |
| Copa de la Liga de Escocia | Celtic F. C. | Escocia | 2022-23 |
| Scottish Premiership       | Celtic F. C. | Escocia | 2022-23 |
| Copa de Escocia            | Celtic F. C. | Escocia | 2022-23 |
| Scottish Premiership       | Celtic F. C. | Escocia | 2023-24 |
| Copa de Escocia            | Celtic F. C. | Escocia | 2023-24 |
| Copa de la Liga de Escocia | Celtic F. C. | Escocia | 2024-25 |
| Scottish Premiership       | Celtic F. C. | Escocia | 2024-25 |